# Tweede Kamerverkiezingen in het kiesdistrict Maastricht (1848-1850)
Tweede Kamerverkiezingen in het kiesdistrict Maastricht (1848-1850) geeft een overzicht van verkiezingen voor de Nederlandse Tweede Kamer in het kiesdistrict Maastricht in de periode 1848-1850.
Het kiesdistrict Maastricht werd ingesteld na de grondwetsherziening van 1848. Tot het kiesdistrict behoorden de volgende gemeenten: Amby, 
Bemelen, 
Berg en Terblijt, 
Borgharen, 
Bunde, 
Eijsden, 
Geulle, 
Gronsveld, 
Heer, 
Houthem, 
Itteren, 
Maastricht, 
Meerssen, 
Mesch, 
Oud-Vroenhoven, 
Sint Geertruid, 
Sint Pieter, 
Rijckholt en 
Ulestraten.
Het kiesdistrict Maastricht vaardigde in deze periode per zittingsperiode één lid af naar de Tweede Kamer. 
Legenda
- vet: gekozen als lid van de Tweede Kamer.

## 30 november 1848
De verkiezingen werden gehouden na ontbinding van de Tweede Kamer, na inwerkingtreding van de herziene grondwet.
|                                     | 30 november |
| ----------------------------------- | ----------- |
| Kiesgerechtigden                    | 593         |
| Opkomst                             | 455         |
| Geldige stemmen                     | 451         |
| Blanco stemmen                      | 3           |
| Kandidaten                          |             |
| E.J.H. Borret                       | 237         |
| J.L.Th.A.L. van Scherpenzeel Heusch | 125         |
| J. Lebens                           | 79          |

## Voortzetting
In 1850 werd het kiesdistrict Maastricht omgezet in een meervoudig kiesdistrict, waaraan (gedeelten van) de opgeheven kiesdistricten Heerlen en Sittard toegevoegd werden.